# 葛飾区立大道中学校
葛飾区立大道中学校（かつしかくりつ だいどうちゅうがっこう）は、東京都葛飾区四つ木に所在する公立中学校である。

## 概要
1947年に葛飾区立第十二中学校として開校。3年後の1950年に校名を葛飾区立大道中学校に改称し、現在に至っている。通称は「大道中」。開校時は近隣の梅田小学校内に校舎があった。
校名の「大道」は、学校の東側を通る国道6号（水戸街道）を意味する。
学級数は12（全学年4学級、2020年4月現在）。

## 沿革
- 1947年 - 葛飾区立第十二中学校として開校。
- 1950年 - 葛飾区立大道中学校に改称[1]。
- 2013年 - 第21代校長就任
- 2013年 - 東京都スポーツ教育推進校指定
- 2014年 - 葛飾区小中連携推進校指定
- 2015年 - 標準服改訂
- 2016年 - 葛飾区教育研究校指定

## 部活動

### 運動部
- 陸上部
- 野球部
- ソフトテニス部
- サッカー部
- バスケットボール部（男・女）
- バレーボール部
- 柔道部
- 相撲部
- バドミントン部[2]

### 文化部
- 吹奏楽部
- 家庭部
- 美術部[3]

## 著名な卒業生
- 大道健二（大相撲力士）
- 千代大龍秀政（大相撲力士）
- 剣翔桃太郎（大相撲力士）
- 英乃海拓也（大相撲力士）
- 翔猿正也（大相撲力士）※英乃海と翔猿は兄弟
- 東白龍雅士（大相撲力士）
- 平山ユージ（1998年、2000年 クライミング世界チャンピオン）
- 三ツ俣大樹（プロ野球選手（中日ドラゴンズ・内野手））

## 交通アクセス
- お花茶屋駅より徒歩6分（経路案内）